# Acid2
Acid2 — вебсторінка, яка перевіряє відображення браузерами аспектів розмітки HTML, стилів CSS 2.1, зображень PNG та data URI. Тестову сторінку випустив 13 квітня 2005 року Web Standards Project. Тестова сторінка Acid2 відображатиметься правильно в будь-якій програмі, яка відповідає специфікаціям W3C та IETF для цих технологій. Ці специфікації відомі як вебстандарти, оскільки вони описують очікуване функціювання використовуваних в інтернеті технологій.
Acid2 перевіряє недоліки відтворення у браузерах та інших програмах, які відображають HTML. Названу на честь кислотного тесту на золото, вебсторінку розроблено в дусі Acid1, як відносно вузький тест на відповідність стандарту Cascading Style Sheets 1.0 (CSS1). Як і у випадку з Acid1, програма проходить тест, якщо результат відображення тестової сторінки відповідає еталонному зображенню.
Acid2 розроблено з особливою увагою до Microsoft Internet Explorer. Творців хвилювало те, що Internet Explorer не відповідає вебстандартам. Він був схильний відображати вебсторінки не так, як інші браузери, що змушувало веброзробників витрачати час на налаштування своїх вебсторінок. Acid2 спонукав Microsoft зробити Internet Explorer відповідним вебстандартам. 31 жовтня 2005 року Safari 2.0.2 став першим браузером, який пройшов Acid2. Потім пішли Opera, Konqueror, Firefox та інші. З випуском Internet Explorer 8 19 березня 2009 року останні версії всіх основних настільних веб-браузерів тепер проходять тест. Після Acid2 з'явився Acid3.

## Історія

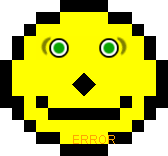
Смайлик першої версії Acid2. Через проблеми в цій версії тесту ніс занадто близько до рота, і текст «ERROR» (з англ. — ПОМИЛКА) з'являється навіть у браузері, що відповідає стандартам.

Acid2 запропонував Хокон Віум Лі, головний технічний директор Opera Software і творець широко використовуваного вебстандарту Cascading Style Sheets. У статті на CNET від 16 березня 2005 року він висловив занепокоєння тим, що Microsoft Internet Explorer не підтримує належним чином вебстандарти і, отже, не повністю сумісний з іншими браузерами. Він оголосив, що Acid2 стане викликом для Microsoft, щоб розроблюваний на той час Internet Explorer 7 досяг вищого рівня відповідності стандартам, ніж попередні його версії. Оригінальний тест Acid1 змусив виробників браузерів виправити свої програми або зазнати незручностей; Лі сподівався, що Acid2 зробить те саме.
Лі та його колега Ян Гіксон створили перший проєкт тесту в лютому 2005 року. Остаточний тест створив Ян Гіксон у співпраці з Web Standards Project і вебспільнотою. Офіційно його випущено 13 квітня 2005 року, і на той час жоден із браузерів не пройшов його вдало.
23 квітня 2005 року Acid2 оновлено, щоб виправити помилку, через яку рот був розташований занадто близько до носа. Після кількох скарг тест знову оновлено в січні 2006 року, щоб видалити перевірку на непопулярні коментарі в стилі SGML, які ніколи не широко не застосовувались. У браузерах, які не реалізують коментарів у стилі SGML, оригінальний тест виводив у нижній частині обличчя слово «ERROR».
У березні 2008 року Ян Гіксон випустив Acid3 як продовження Acid2. Тоді як Acid2 перевіряє переважно CSS, Acid3 більше зосереджується на JavaScript та інших технологіях «Web 2.0».

## Відповідь Microsoft
У липні 2005 року Кріс Вілсон, архітектор платформи Internet Explorer, заявив, що проходження Acid2 не є пріоритетом для Internet Explorer 7, описавши тест як «список побажань» функцій, а не справжній тест на відповідність стандартам. У грудні 2007 року Microsoft оголосила, що всі зміни, необхідні для проходження Acid2, будуть доступні в Internet Explorer 8, але вони не будуть увімкнені за замовчуванням, тобто IE8 фактично не пройде тест. Занепокоєння полягало в тому, що перехід до нової поведінки спричинить занадто багато проблем на вебсторінках, які очікують старої, несумісної поведінки Internet Explorer. Потім у березні 2008 року Microsoft випустила бета-версію IE8 1 і все-таки увімкнула зміни за замовчуванням. Джеймс Пратт, менеджер із продуктів для IE8, пояснив, що це рішення прийнято для того, щоб «розробники могли витрачати більше часу на створення функцій і цікавих речей, а менше часу на те, щоб просто налаштовувати свої сайти для різних браузерів».
Ще одна невирішена проблема відповідності стандартам призвела до збою IE8 бета-версії 1, коли не всі елементи тесту були розміщені на одному сервері. У серпні 2008 року корпорація Майкрософт випустила IE8 бета-версії 2, яка вирішила проблему. Однак, починаючи з цієї бета-версії, стандартний режим не ввімкнено за замовчуванням для сторінок, завантажених у «зоні інтранету». Ця зона активна для сторінок, які завантажуються за допомогою UNC-шляхів, іменованих адрес без крапок (наприклад, http://mysite/), а також сайтів, які обходять налаштування проксі. Таким чином, IE8 не пройде тесту Acid2, якщо він завантажується в цих випадках.

## Огляд випробовуваних стандартів
Acid2 тестує різноманітні вебстандарти, опубліковані W3C та IETF. За винятком CSS 2.1, усі ці вебстандарти кодифіковано до 2000 року. CSS 2.1 був на момент випуску Acid2 рекомендованим кандидатом і залишався ним станом на 23 квітня 2009 року.
Зокрема, Acid2 перевіряє такі функції:
- Альфа-прозорість у зображеннях формату PNG: очі усміхненого обличчя використовують альфа-прозорість, яка є частиною специфікації Portable Network Graphics 1996 року. Альфа-прозорість плавно зливає брови з обличчям. Це була серйозна проблема, оскільки Internet Explorer 6, найпоширеніший браузер на момент випуску Acid2,[30] не підтримував альфа-прозорість. Цей недолік виправлено в Internet Explorer 7, що привело його в цьому відношенні у відповідність з іншими браузерами[31].
- Елемент object: очі також перевіряють підтримку елемента HTML object. Елемент object був частиною HTML від моменту випуску HTML 4 1998 року[32], але до 2005 року ще не всі браузери повністю його підтримували. Творці Acid2 вважали підтримку елемента object важливою, оскільки вона дозволяє резервний вміст — якщо об'єкт не завантажується, браузер може відобразити замість нього альтернативний (загалом простіший і надійніший) вміст.
- data: URI: насправді зображення очей закодовано, як data URI, що дозволяє вставляти мультимедіа у вебсторінки, не зберігаючи в окремому файлі. Acid2 перевіряє найпоширеніший випадок, коли двійкове зображення кодується за допомогою base64 в текст, а потім цей закодований текст включається в data URI на вебсторінці. Хоча, що IETF опублікував специфікацію data URI 1998 року[25], вони ніколи офіційно не прийняли її як стандарт[33]. Попри це, специфікація HTML 4.01 посилається на data URI[17], а її підтримку тепер реалізовано в більшості браузерів.
- Абсолютне, відносне та фіксоване позиціювання CSS: абсолютне позиціонування означає, що для розміщення елемента на сторінці веброзробник вказує точні координати X і Y. Відносне позиціювання означає, що веб-розробник визначає зміщення X і Y від звичайного положення елемента. Фіксоване розташування означає, що елемент розміщується відносно вікна браузера та прокручується разом із вікном, а не з рештою сторінки[34][35].
- Блокова модель CSS: ця функція дозволяє веб-дизайнеру вказувати розміри, відступи, межі та поля[36], і вона була в центрі уваги початкового тесту Acid1[29]. Acid2 не лише повторно перевіряє підтримку полів, але також перевіряє найменшу та найбільшу висоту та ширину (нові функції для CSS 2.0).
- Форматування таблиці CSS: ця частина CSS дозволяє веб-дизайнеру застосовувати форматування таблиці без традиційної розмітки таблиці HTML.
- Вміст, створений CSS: за допомогою вмісту, створеного CSS, веб-розробники можуть додавати прикраси та анотації до певних елементів без необхідності додавати вміст до кожного окремо.
- Синтаксичний аналіз CSS: у Acid2 наявна низка неправильних операторів CSS для перевірки обробки помилок. Очікується, що браузери, сумісні зі стандартами, оброблятимуть ці помилки відповідно до специфікації CSS. Це допомагає забезпечити кросбраузерну сумісність, змушуючи всі браузери обробляти CSS з однаковим рівнем строгості, щоб те, що працює в одному браузері, не спричиняло помилок у іншому.
- Порядок малювання: Acid2 вимагає, щоб браузер мав стандартний порядок малювання. Тобто елементи, що накладаються, мають бути розміщені, тобто намальовані один попереду іншого, в правильному порядку.
- Ефекти наведення: коли користувач наводить вказівник миші на ніс смайлика, він стає синім. Це називається ефектом наведення, і хоча він традиційно використовується для гіперпосилань, він має працювати з багатьма елементами HTML[37].

Оскільки Acid2 не є всеосяжним тестом, він не гарантує повної відповідності будь-якому конкретному стандарту. У Web Standards Project є також варіант тесту Acid2, який не перевіряє підтримку data URI даних.

## Умови проходження

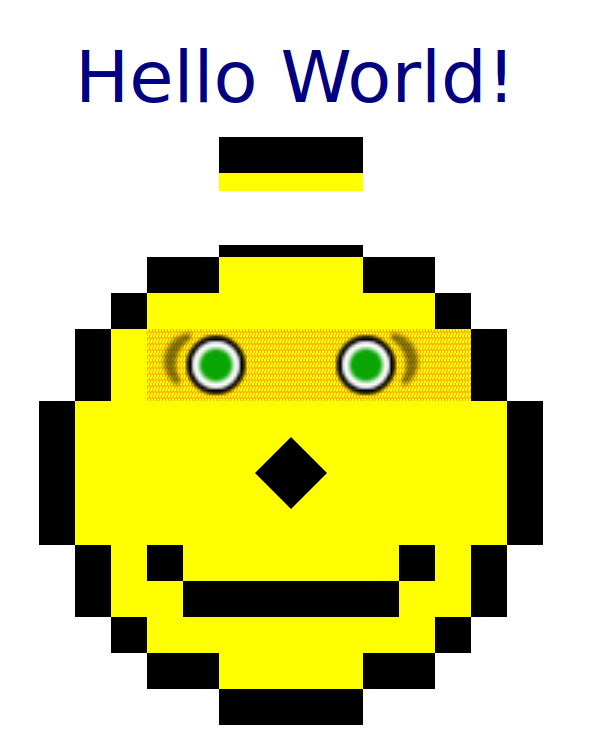
Помилка Acid2 у Firefox 92.0.1. Зображення після збільшення в браузері до 300 %.

Проходження зараховується, лише якщо використовувалися типові налаштування браузера. Такі дії, як зміна розміру шрифту, рівня масштабування та застосування таблиць стилів користувача, можуть порушити відображення тесту. Це очікувано та не стосується сумісності браузера.
Тест роблять недійсним такі налаштування браузера та дії користувача:
- Прокручування
- Зміна розміру вікна браузера
- Збільшення або зменшення
- Вимкнення зображень
- Використання режимів «За шириною» або «Малий екран» у Opera
- Застосування власних шрифтів, кольорів, стилів тощо
- Користувацькі скрипти на JavaScript або Greasemonkey
- Увімкнення «перегляду сумісності» в Internet Explorer

## Сумісні та несумісні застосунки

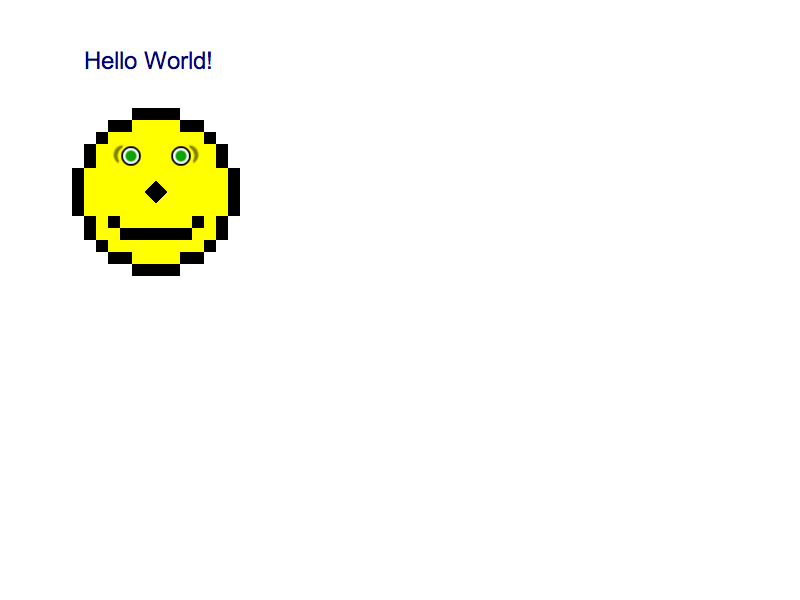
Acid2, відтворений сумісною програмою

Правильно відображений у браузері користувача Acid2 має вигляд смайлика під текстом «Hello World!», а ніс стає синім, коли на нього навести вказівник. До кінця березня 2009 року поточні версії всіх основних браузерів пройшли тест. Однак на момент випуску тесту кожен із браузерів провалив його. Нижче наведено зображення помилок відтворення тесту в найпопулярніших браузерах на момент випуску Acid2 13 квітня 2005 року.

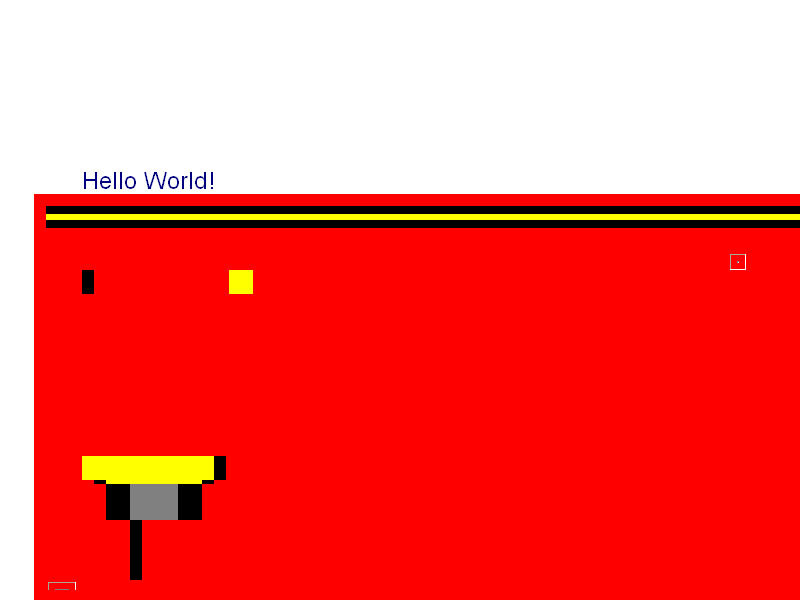
Internet Explorer 6
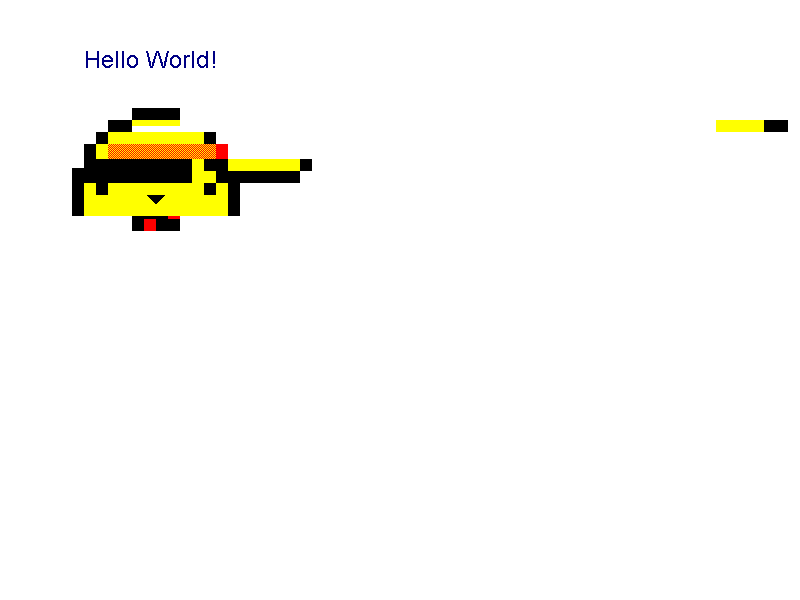
Firefox 1.0
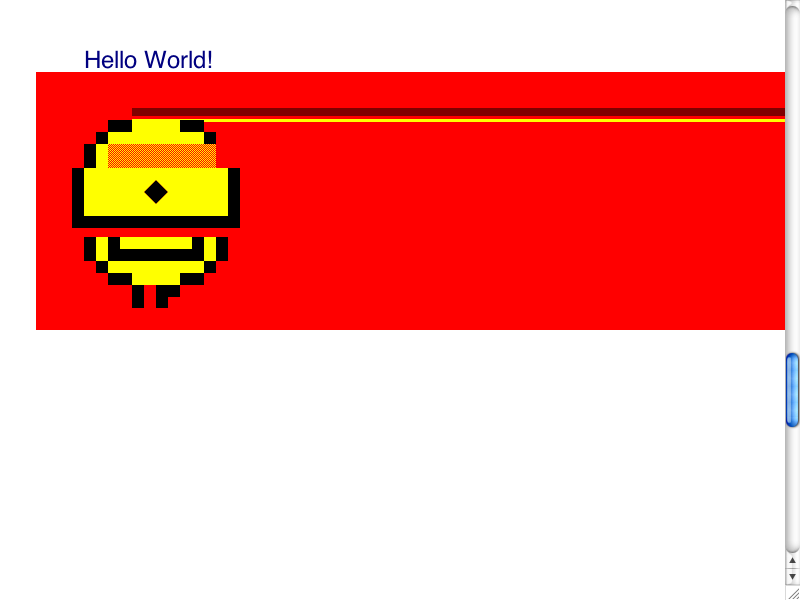
Safari 1.2
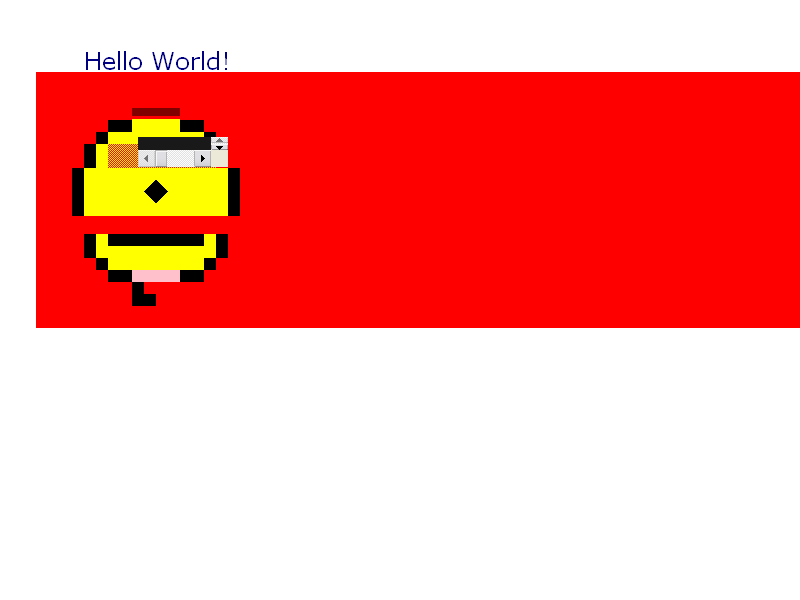
Opera 8.0

## Історія проходження тесту
Нижче наведено список випусків програм, які пройшли тест. До списку не включено нових програм, які пройшли Acid2 з моменту їх першого офіційного випуску.
| Дата                    | Браузер                            | Доступність               | Примітки |
| ----------------------- | ---------------------------------- | ------------------------- | --- |
| 27 квітня 2005          | Safari                             | приватна збірка           | |
| 18 травня 2005          | iCab                               | приватна збірка           | Ця збірка стала доступною для зареєстрованих користувачів iCab 20 травня 2005 року. |
| 4 червня 2005           | Konqueror                          | приватна збірка           | |
| 6 червня 2005           | iCab                               | публічна збірка           | Чи справді ця версія iCab проходить тест чи ні, було під сумнівом, оскільки вона відображає на тестовій сторінці смугу прокрутки. У специфікації CSS зазначено, що правильно відтворений Acid2 не повинен мати смуги прокрутки, але також сказано, що «за певних обставин можуть існувати вагомі причини» нехтувати цю вимогу. |
| 6 червня 2005           | Safari                             | доступний сирцевий код    | Код WebKit, основи Safari, відкрито 6 червня 2005. Safari, запущений із останньою версією WebKit, пройшов Acid2. |
| 31 жовтня 2005          | Safari 2.0.2                       | офіційний випуск          | Включено в Mac OS X 10.4.3. Перший офіційно випущений браузер, який пройшов тест. |
| 29 листопада 2005       | Konqueror 3.5                      | офіційний випуск          | Перший сумісний із Linux браузер, який пройшов тест, хоча він не приховував смугу прокрутки. |
| 7 грудня 2005           | Prince 5.1                         | офіційний випуск          | Перший застосунок, що не є браузером, який пройшов тест. |
| 10 березня 2006         | Opera 9, розробницька збірка 8249  | публічна щотижнева збірка | Перший сумісний із Microsoft Windows браузер, який пройшов тест, і перший сумісний із Linux браузер, який пройшов тест, приховавши смугу прокрутки. Публічна бета-версія, випущена 20 квітня, також пройшла тест. |
| 28 березня 2006         | Konqueror 3.5.2                    | офіційний випуск          | Оновлено, щоб сховати смугу прокрутки. |
| 11 квітня 2006          | Mozilla Firefox                    | публічна нічна збірка     | Щоденні збірки «reflow refactoring», код яких відгалужено від основної гілки Gecko 1.9/Firefox 3.0, проходять Acid2. |
| 24 травня 2006          | Opera Mobile для Symbian OS        | приватна збірка           | Перший мобільний браузер, який пройшов тест. |
| 20 липня 2006[уточнити] | OmniWeb 5.5 бета 1                 | публічна збірка           | OmniWeb перейшов на рушій WebKit, що використовувався в Safari, який вже проходив Acid2. |
| 20 червня 2006          | Opera 9.0                          | офіційний випуск          | |
| 6 серпня 2006           | hv3                                | доступний сирцевий код    | |
| 17 серпня 2006          | iCab 3.0.3                         | офіційний випуск          | Перший публічний випуск, який приховує смугу прокрутки. |
| 6 вересня 2006          | OmniWeb 5.5                        | офіційний випуск          | |
| 8 грудня 2006           | Mozilla Firefox, Camino, SeaMonkey | публічна нічна збірка     | Гілку рефакторингу об'єднано з основною гілкою Gecko. Після цього збірки Firefox, Camino та SeaMonkey на її основі проходять Acid2. |
| 5 березня 2008          | Internet Explorer 8 бета 1         | публічна збірка           | Бета 1 проходить тест, розміщений на www.webstandards.org, але не проходить розміщеного на webstandards.org або acid2.acidtests.org. |
| 17 червня 2008          | Mozilla Firefox 3.0                | офіційний випуск          | Mozilla Firefox 3.0, 3.5, і 3.6 проходять Acid2. |
| 27 серпня 2008          | Internet Explorer 8 бета 2         | публічна збірка           | Бета 2 і пізніші проходять тест, якщо він розміщений не в зоні Intranet. |
| 2 вересня 2008          | Google Chrome 0.2 бета             | публічна збірка           | |
| 14 жовтня 2008          | Flock 2.0                          | офіційний випуск          | |
| 11 грудня 2008          | Google Chrome 1.0                  | офіційний випуск          | |
| 19 березня 2009         | Internet Explorer 8                | офіційний випуск          | |
| 27 жовтня 2009          | SeaMonkey 2.0                      | офіційний випуск          | |
| 18 листопада 2009       | Camino 2.0                         | офіційний випуск          | |